# Santi Simone e Giuda Taddeo a Torre Angela (titolo cardinalizio)
Santi Simone e Giuda Taddeo a Torre Angela (in latino Titulus Sanctorum Simonis et Iudae Thaddaei ad Turrim Angelam) è un titolo cardinalizio istituito da papa Francesco il 22 febbraio 2014 con la lettera apostolica Purpuratis Patribus. Il titolo insiste sulla chiesa dei Santi Simone il Cananeo e Giuda Taddeo, nella zona Torre Angela, sede parrocchiale istituita il 4 aprile 1961.
Dal 22 febbraio 2014 il titolare è il cardinale Pietro Parolin, segretario di Stato della Santa Sede.

## Titolari
- Pietro Parolin,[2] dal 22 febbraio 2014